# Fort Lupton
Fort Lupton est une ville américaine située dans le comté de Weld dans le Colorado.
Selon le recensement de 2010, Fort Lupton compte 7 377 habitants. La municipalité s'étend sur 7,23 milles carrés (18,73 km2), dont 7,19 milles carrés (18,62 km2) de terres.
D'abord appelée Fort Lancaster, la ville est nommée en l'honneur du lieutenant Lancaster Lupton (en).

## Démographie
| 1890 | 1900 | 1910 | 1920  | 1930  | 1940  |
| ---- | ---- | ---- | ----- | ----- | ----- |
| 113  | 214  | 614  | 1 014 | 1 578 | 1 692 |

| 1950  | 1960  | 1970  | 1980  | 1990  | 2000  |
| ----- | ----- | ----- | ----- | ----- | ----- |
| 1 907 | 2 194 | 2 489 | 4 251 | 5 159 | 6 787 |

| 2010  | - | - | - | - | - |
| ----- | - | - | - | - | - |
| 7 377 | - | - | - | - | - |